# Amanda Király
| 554704 Széppataki    | 23 ottobre 2012 |
| 560522 Gombaszögi    | 20 ottobre 2012 |
| 576793 Károlyiamy    | 20 ottobre 2012 |
| 591808 Dienesvaléria | 20 ottobre 2012 |
| 635771 Prahácsmargit | 23 ottobre 2012 |

Amanda Király (...) è un'astronoma ungherese.
Il Minor Planet Center le accredita la scoperta di cinque asteroidi, effettuate tutte nel 2012, in parte in collaborazione con Krisztián Sárneczky.